# Personella lewisi
Personella lewisi is een slakkensoort uit de familie van de Cymatiidae. De wetenschappelijke naam van de soort werd voor het eerst geldig gepubliceerd in 1980 door Harasewych en Petuch als Sassia lewisi.